# Kongouferschwalbe
Die Kongouferschwalbe (Riparia congica) ist eine wenig erforschte Vogelart aus der Familie der Schwalben (Hirundinidae). Sie kommt im Grenzgebiet zwischen der Republik Kongo und der Demokratischen Republik Kongo vor.

## Merkmale
Die Kongouferschwalbe erreicht eine Körperlänge von 11 Zentimetern. Die Flügellänge beträgt 88 bis 98 Millimeter, die Schwanzlänge 40 bis 50 Millimeter, die Schnabellänge 9 bis 10 Millimeter und die Lauflänge 6 bis 8 Millimeter. Der Kopf und die Oberseite sind graubraun. Die Flügel und der nahezu quadratische Schwanz sind dunkelbraun. Die Oberbrust ist hellbraun, die übrige Unterseite ist weiß. Die Unterflügeldecken sind dunkelbraun. Von der Uferschwalbe (Riparia riparia) unterscheidet sie sich durch die geringere Größe und ein weniger ausgeprägtes Brustband, von der Braunkehl-Uferschwalbe (Riparia paludicola) durch die hellere Kehle. Die Geschlechter sehen gleich aus. Die Jungvögel haben helle Federspitzen an der Oberseite und ein weniger ausgeprägtes braunes Brustband.

## Verbreitung und Lebensraum

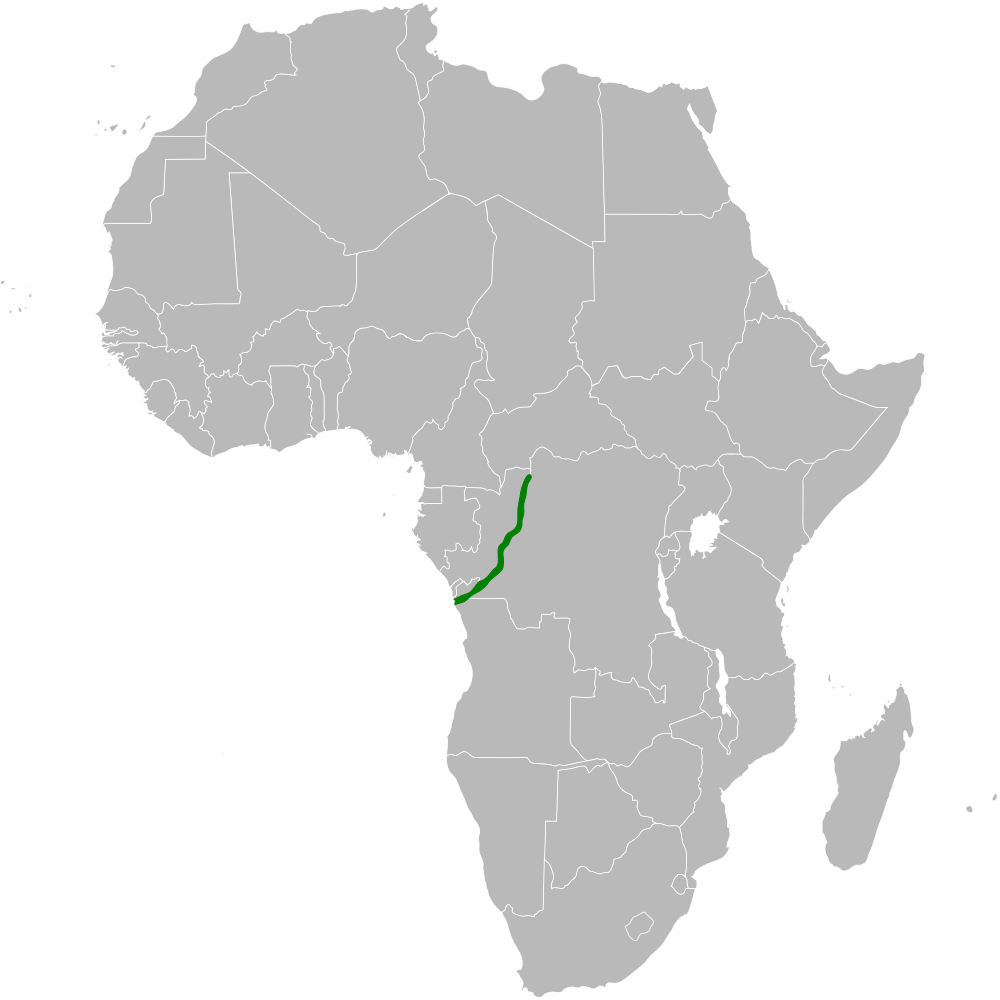
Verbreitungsgebiet (grün) der Kongouferschwalbe

Das Vorkommen erstreckt sich am Kongo und am Unterlauf des Ubangi an der Grenze zwischen der Republik Kongo und der Demokratischen Republik Kongo. Beobachtungen soll es auch vom Sangha in der Republik Kongo geben. Hier gilt der Status jedoch als unsicher. Die Kongouferschwalbe bewohnt Flussufer, fliegt aber auch während ihrer Nahrungssuche über den Wäldern.

## Lebensweise
Einzelheiten zum Nahrungsverhalten sind nicht bekannt. Der Flug ist schnell und flatternd mit schnellen, flachen Flügelschlägen. Die Kongouferschwalbe bildet mit anderen Schwalben gemischte Scharen, insbesondere mit der Uferschwalbe. Brütende Kongouferschwalben wurde bei niedrigem Flusspegel zwischen Februar und März bei Lukolela beobachtet. Sie brüten in Kolonien, manchmal in der Nähe von Graubürzelschwalben (Pseudhirundo griseopyga), und graben eine Höhle in der Sandbank oder an der Steilseite einer Sandinsel. Aufzeichnungen über die Größe der Gelege sowie über die Brut- und Aufzuchtsperioden liegen nicht vor.

## Gefährdung und Schutz
Die IUCN listet die Kongouferschwalbe in der Kategorie „nicht gefährdet“ (least concern). Innerhalb ihres begrenzten Verbreitungsgebietes ist sie lokal häufig, jedoch sind nur wenige Beobachtungen entlang des Ubangi bekannt.